# Amalie Littau
Amalie Littau (født 9. december 2001) er en kvindelig dansk fodboldspiller, der spiller midtbane for FC Nordsjælland i Gjensidige Kvindeligaen, siden 2019 og Danmarks U/19-kvindefodboldlandshold.

## Karriere

### Ballerup-Skovlunde Fodbold
Littau startede hendes seniorkarriere for Ballerup-Skovlunde Fodbold, hvor hun spillede for både ligaholdet og klubbens ungdomshold. Hun stoppede i klubben i slutningen af juni 2018, hvor hun skiftede til topklubben Brøndby IF.

### Brøndby IF
Littau spillede for topklubben Brøndby IF i blot en enkelt sæson fra 2018 til 2019. I sin tid i klubben optrådte hun generelt ikke meget for ligaholdet, men mere ungdomsholdet. Hun har dog officielt vundet sølv i DBU Kvindepokalen 2019, samt ligavinder af Elitedivisionen 2018-19.

### FC Nordsjælland
I sommeren 2019, skiftede hun til storsatsende FC Nordsjælland, hvor hun fik meget mere spilletid og fast plads i truppens startopstilling. I sæsonen 2019-20, kunne hun og klubben fejrer både bronze og DBU Kvindepokalen 2020.

### Landshold
Hun har optrådt for både Danmarks U/16- og U/17-landsholdet. Hun debuterede d. 9. oktober 2019, for U/19-landsholdet mod Skotland U/19. På U/19-landsholdet, har hun pr. juli 2020, spillet 9 officielle landskampe. Hun deltog desuden ved U/17-EM i fodbold for kvinder 2019 i Bulgarien, hvor holdet dog ikke nåede videre fra gruppespillet.